# Roodborstbuulbuul
De roodborstbuulbuul (Hypsipetes philippinus, synoniem Ixos philippinus) is een zangvogel uit de familie van de buulbuuls (Pycnonotidae).

## Verspreiding en leefgebied
De soort komt voor in de Filipijnen en telt drie ondersoorten:
- H. p. parkesi: Burias.
- H. p. philippinus: Luzon.
- H. p. saturatior: oostelijke Visayas, Cebu en Mindanao.

## Status
De grootte van de populatie is niet gekwantificeerd maar de soort wordt omschreven als algemeen tot zeer algemeen. Op de Rode lijst van de IUCN heeft deze soort de status niet bedreigd.